# リケニン
リケニン(Lichenin)は、地衣類の特定の種から得られるグルカンの複合体である。リケナン(lichenan)とも呼ばれる。

## 概要
リケニンは地衣類の1種であるエイランタイから単離できる。その方法は、エイランタイに対して、低い温度において薄い炭酸水素ナトリウムを作用させて、その後茹でるというものである。これによって、リケニンを抽出することができる。この過程で、リケニンは溶解し、冷やすことで無色のゼリー状の物質として分離されるのである。
なお、リケニンは1957年頃から研究されている。リケニンの化学構造は、β-1,3及びβ-1,4結合でつながれたグルコース単位の繰り返しという構造をしている。なお、リケニンと同じくグルコースが結合してできているデンプンはヨウ素と反応することによって紫色を呈するのに対し、リケニンの場合はヨウ素を加えても色が着かない。
このリケニンは、Bryoria fremontiiを食べるトナカイやオオアメリカモモンガにとって重要な炭水化物源になっている。

## その他
ジョン・ウィンダムは、1960年の小説『地衣騒動』（Trouble with Lichen）の中で、余命を300年以上も伸ばす地衣類からの抽出物にLichenin（リケニン）という名前を与えた。